# GPRS
 (енгл. General Packet Radio Service) је услуга која је на располагању корисницима мобилних телефона и омогућава им приступ интернету.
Услуга омогућава теоретску брзину преноса до око 170 kB/s .
За разлику од линеарног преношења говора, овде се подаци разлажу у пакете, који се тек код примаоца поново слажу у исправном редоследу. 

## Користљивост
У 2003. максимална брзина је била 30—40 kB/s, док је кашњење у минимуму варирало између 600—700 ms, али је често прелазило 1 секунд.